# Planisferio de Contarini

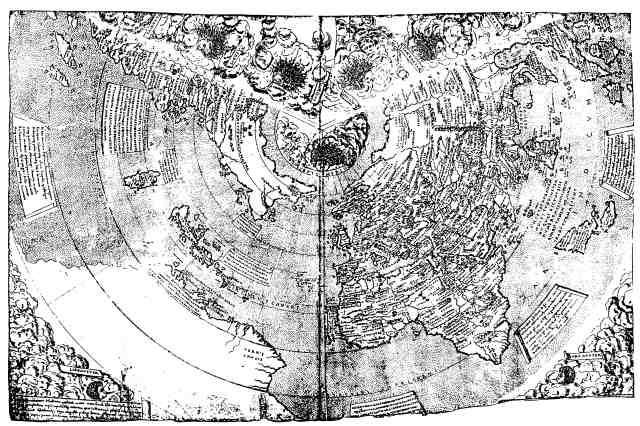
Planisferio de proyección cónica de Giovanni Matteo Contarini y Francesco Rosselli, 1506

El planisferio de Contarini o Contarini-Rosselli, es un mapamundi de proyección cónica dibujado por Giovanni Matteo Contarini y grabado en cobre por Francesco Rosselli en 1506, siendo el primer mapa impreso en recoger el Nuevo Mundo. Impreso en hoja suelta y de pequeño tamaño, únicamente se conoce de él un ejemplar descubierto en 1922, guardado en la Biblioteca Británica. 

## Descripción
El planisferio de Contarini es un mapa de proyección cónica en el que los paralelos forman círculos concéntricos y los meridianos son líneas convergentes en el Polo Norte.
Sus fuentes para representar las tierras recién descubiertas pueden ser los mapas de Juan de la Cosa, Cantino y Caverio, acomodándolos a su propia visión y desconociendo tanto el cuarto viaje de Colón como las afirmaciones de Américo Vespucio acerca de la continuidad del continente americano.
Respetando el modelo ptolemaico da entrada a los descubrimientos de españoles y portugueses en el Nuevo Mundo descubierto por Cristóbal Colón, unido todavía en su parte septentrional al continente asiático conforme a la creencia colombina. Groenlandia y Terranova están conectadas al nordeste de Asia. A su lado, una leyenda informa de que estas tierras fueron descubiertas por navegantes al servicio del rey de Portugal, en alusión probablemente a Gaspar y Miguel Corte Real, pues no se encuentran referencias a Juan Cabot. Al oeste y hacia el centro se localizan los descubrimientos españoles, representándose Boriquén, «Insula Hispaniola» y «Terra de Cuba». Al sur se dibuja una masa continental separada e ilimitada en el borde izquierdo del mapa que recibe el nombre de «Terra Santi Crucis» dado por los portugueses a Brasil.
Cuba, representada ya como isla, se encuentra próxima a Cipango junto a una cartela que dice:

Cristóbal Colón, Virrey de España, navegando hacia Poniente arribó después de grandes esfuerzos y correr muchos peligros, a las islas Hispanas, desde donde levó anclas y navegó hacia la provincia llamada Ciamba. Después tocó tierra en otro lugar que tanto Colón como los conocedores de las cosas marítimas aseguran que contiene oro en gran cantidad.

A continuación se encuentra Catay con otra leyenda que habla también de la abundancia de oro que hay en ella y de las dificultades para hacerse con él, pues son idólatras, siguiendo el relato de Marco Polo.
El mapa recoge también los descubrimientos portugueses en África, con la ruta hacia Asia por el Cabo de Buena Esperanza. Pero el continente asiático mantiene las ideas de Ptolomeo, así como su topografía.
El pequeño mapamundi va firmado en una cartela dibujada junto al Cabo de Buena Esperanza: «diligentia ioanni Matteo Contareni - Arte et ingenio francisci Roselli florentini 1506 notum».